# La Torre de Esteban Hambrán
Pour les articles homonymes, voir La Torre.
La Torre de Esteban Hambrán est une commune d'Espagne de la province de Tolède dans la communauté autonome de Castille-La Manche.

## Administration
| Période                                  | Période | Identité | Étiquette | Qualité |
| ---------------------------------------- | ------- | -------- | --------- | ------- |
|                                          |         |          |           |         |
| Les données manquantes sont à compléter. |         |          |           |         |

## Personnalité liée à la commune
- Eudaldo Serrano Recio (1903-1941), républicain, membre fondateur du PSOE, Premier Adjoint au Maire et Trésorier de la commune.